# Anello di Kummer
In matematica, e in particolare in algebra astratta, un anello di Kummer {\displaystyle \mathbb {Z} (\zeta )} è un sottoanello di un anello di numeri complessi, tale che ciascuno dei suoi elementi ha la forma
{\displaystyle n_{0}+n_{1}\zeta +n_{2}\zeta ^{2}+\ldots +n_{m-1}\zeta ^{m-1},}
dove {\displaystyle \zeta } è una {\displaystyle m}-esima radice dell'unità, cioè,
{\displaystyle \zeta =e^{2\pi i/m},}
e {\displaystyle n_{0},\ldots ,n_{m-1}} sono interi.
Tale anello di Kummer è un'estensione di {\displaystyle \mathbb {Z} }, l'anello degli interi,  da cui il simbolo {\displaystyle \mathbb {Z} (\zeta )}. È un'estensione di grado {\displaystyle m}, cioè {\displaystyle [\mathbb {Z} (\zeta ):\mathbb {Z} ]=m}.
Un tentativo di visualizzare l'anello di Kummer su un diagramma di Argand potrebbe produrre qualcosa di simile a una singolare mappa rinascimentale con rose dei venti e linee lossodromiche.
La serie di unità dell'anello di Kummer di grado {\displaystyle m} è
{\displaystyle \{1,\zeta ,\zeta ^{2},\ldots ,\zeta ^{m-1}\}.}.
Alcune unità sono, per definizione, gli unici elementi dell'anello che hanno inversi moltiplicativi.
Gli anelli di Kummer prendono il nome da E.E. Kummer, che studiò la fattorizzazione unica dei suoi elementi.